# 锡萨
锡萨（義大利語：Sissa）是意大利艾米利亚-罗马涅大区帕尔马省锡萨-特雷卡萨利市镇的一个分区。总面积42平方公里，人口4313人，人口密度102.7人/平方公里（2009年）。ISTAT代码为034034。
2014年1月1日，锡萨和特雷卡萨利合并为新的锡萨-特雷卡萨利市镇。